# Ezgjan Alioski
Ezgjan Alioski (in macedone Езѓан Алиоски?; in albanese Ezgjan Aliu; Prilep, 12 febbraio 1992) è un calciatore macedone di etnia albanese, centrocampista o difensore del Lugano e della nazionale macedone.

## Biografia
Soprannominato Gianni, appartiene alla enclave di etnia albanese della Macedonia del Nord. Al cognome Aliu del padre è stato aggiunto - durante il periodo di assimilazione culturale (primi '900 fino ad anni più recenti) degli albanesi ortodossi agli slavo-macedoni - il suffisso "ski", tipico degli slavi-macedoni. Detiene anche il passaporto svizzero.

## Caratteristiche tecniche
Nasce calcisticamente come terzino sinistro ma, grazie alla sua abile corsa e alla sua duttilità tattica, può agire anche come centrocampista esterno offensivo sulla fascia mancina, oltre ad avere giocato anche sulla fascia destra. Giocatore dotato di una notevole rapidità e agilità, ha ottime capacità nel dribblare e si dimostra un abile palleggiatore. È bravo anche ad accentrarsi agendo come seconda punta.

## Carriera

### Club
Cresce calcisticamente nello Young Boys prima di essere prelevato, nel 2013, dallo Sciaffusa. Il 3 marzo dello stesso anno debutta nel campionato di terza serie contro il Breitenrain. Al termine dei suoi primi sei mesi da professionista otterrà 10 presenze totali e una promozione in Challenge League.
Nel gennaio 2016 viene acquistato in prestito dal Lugano. Esordisce in Super League il 13 febbraio seguente nella partita contro il Thun, persa per 2-1. L'11 maggio realizza la sua prima doppietta nello scontro salvezza vinto per 4-0 contro lo Zurigo. Al termine del prestito firma un contratto di 2 anni con i bianconeri.
Spostato in un ruolo più offensivo, nella stagione 2016-2017 mette a segno 16 reti e 14 assist in 34 incontri di campionato ed una rete realizzata in 2 incontri di Coppa Svizzera. Nella partita vinta per 4-2 contro il Sion, disputata il 9 aprile 2017, sigla la sua prima tripletta in carriera, oltre che la più rapida nella storia del calcio svizzero in quanto le 3 realizzazioni sono avvenute nell'arco di 7 minuti.
Il 13 luglio 2017 viene acquistato a titolo definitivo dalla squadra inglese del Leeds Utd, con cui sottoscrive un contratto quadriennale. Il 6 agosto debutta in Championship contro il Bolton. Il 5 luglio 2021 lascia ufficialmente il club dopo 4 anni.
Il 29 luglio 2021 viene acquistato dall'Al-Ahli.

### Nazionale
Debutta con la Nazionale maggiore l'11 ottobre 2013 in Galles-Macedonia (1-0). Dopo che al Lugano Alioski viene schierato come ala, si guadagna nuovamente le convocazioni in nazionale, dove gli viene assegnato un ruolo più avanzato, solitamente come trequartista, oppure come esterno d'attacco. Il 5 settembre 2016 realizza così la sua prima rete con la maglia della nazionale nella gara persa contro l'Albania per 2-1.
Divenuto un perno della sua nazionale, viene convocato per Euro 2020, in cui lui segna un gol nella sconfitta per 2-1 contro l'Ucraina.

## Statistiche

### Presenze e reti nei club
Statistiche aggiornate al 31 marzo 2023.
| Stagione         | Squadra          | Campionato       | Campionato | Campionato | Coppe nazionali | Coppe nazionali | Coppe nazionali | Coppe continentali | Coppe continentali | Coppe continentali | Altre coppe | Altre coppe | Altre coppe | Totale | Totale |
| Stagione         | Squadra          | Comp             | Pres       | Reti       | Comp            | Pres            | Reti            | Comp               | Pres               | Reti               | Comp        | Pres        | Reti        | Pres   | Reti   |
| ---------------- | ---------------- | ---------------- | ---------- | ---------- | --------------- | --------------- | --------------- | ------------------ | ------------------ | ------------------ | ----------- | ----------- | ----------- | ------ | ------ |
| gen.-giu. 2013   | Sciaffusa        | PL               | 10         | 0          | CS              | 0               | 0               | -                  | -                  | -                  | -           | -           | -           | 10     | 0      |
| 2013-2014        | Sciaffusa        | CL               | 26         | 2          | CS              | 2               | 0               | -                  | -                  | -                  | -           | -           | -           | 28     | 2      |
| 2014-2015        | Sciaffusa        | CL               | 35         | 2          | CS              | 1               | 0               | -                  | -                  | -                  | -           | -           | -           | 36     | 2      |
| 2015-gen. 2016   | Sciaffusa        | CL               | 16         | 0          | CS              | 2               | 0               | -                  | -                  | -                  | -           | -           | -           | 18     | 0      |
| Totale Sciaffusa | Totale Sciaffusa | Totale Sciaffusa | 87         | 4          |                 | 5               | 0               |                    | -                  | -                  |             | -           | -           | 92     | 4      |
| gen.-giu. 2016   | Lugano           | SL               | 16         | 3          | CS              | 2               | 0               | -                  | -                  | -                  | -           | -           | -           | 18     | 3      |
| 2016-2017        | Lugano           | SL               | 34         | 16         | CS              | 2               | 1               | -                  | -                  | -                  | -           | -           | -           | 36     | 17     |
| Totale Lugano    | Totale Lugano    | Totale Lugano    | 50         | 19         |                 | 4               | 1               |                    | -                  | -                  |             | -           | -           | 54     | 20     |
| 2017-2018        | Leeds Utd        | FLC              | 42         | 7          | FACup+CdL       | 0+3             | 0               | -                  | -                  | -                  | -           | -           | -           | 45     | 7      |
| 2018-2019        | Leeds Utd        | FLC              | 44         | 7          | FACup+CdL       | 1+2             | 0               | -                  | -                  | -                  | -           | -           | -           | 47     | 7      |
| 2019-2020        | Leeds Utd        | FLC              | 39         | 5          | FACup+CdL       | 1+1             | 0               | -                  | -                  | -                  | -           | -           | -           | 41     | 5      |
| 2020-2021        | Leeds Utd        | PL               | 36         | 2          | FACup+CdL       | 1+1             | 0+1             | -                  | -                  | -                  | -           | -           | -           | 38     | 3      |
| Totale Leeds Utd | Totale Leeds Utd | Totale Leeds Utd | 161        | 21         |                 | 10              | 0               |                    | -                  | -                  |             | -           | -           | 171    | 21     |
| 2021-2022        | Al-Ahli          | SPL              | 28         | 6          | KCC             | 2               | 0               | -                  | -                  | -                  | -           | -           | -           | 30     | 6      |
| 2022-2023        | Fenerbahçe       | SL               | 17         | 1          | TK              | 1               | 0               | UEL                | 8                  | 0                  | -           | -           | -           | 26     | 1      |
| 2023-2024        | Al-Ahli          | SPL              | 4          | 0          | KCC             | 0               | 0               | -                  | -                  | -                  | -           | -           | -           | 4      | 0      |
| Totale Al Ahli   | Totale Al Ahli   | Totale Al Ahli   | 32         | 6          |                 | 2               | 0               |                    | -                  | -                  |             | -           | -           | 34     | 6      |
| Totale carriera  | Totale carriera  | Totale carriera  | 347        | 51         |                 | 22              | 1               |                    | 8                  | 0                  |             | -           | -           | 377    | 52     |

### Cronologia presenze e reti in nazionale
| Cronologia completa delle presenze e delle reti in nazionale ― Macedonia del Nord | Cronologia completa delle presenze e delle reti in nazionale ― Macedonia del Nord | Cronologia completa delle presenze e delle reti in nazionale ― Macedonia del Nord | Cronologia completa delle presenze e delle reti in nazionale ― Macedonia del Nord | Cronologia completa delle presenze e delle reti in nazionale ― Macedonia del Nord | Cronologia completa delle presenze e delle reti in nazionale ― Macedonia del Nord | Cronologia completa delle presenze e delle reti in nazionale ― Macedonia del Nord | Cronologia completa delle presenze e delle reti in nazionale ― Macedonia del Nord |
| Data                                                                              | Città                                                                             | In casa                                                                           | Risultato                                                                         | Ospiti                                                                            | Competizione                                                                      | Reti                                                                              | Note                                                                              |
| --------------------------------------------------------------------------------- | --------------------------------------------------------------------------------- | --------------------------------------------------------------------------------- | --------------------------------------------------------------------------------- | --------------------------------------------------------------------------------- | --------------------------------------------------------------------------------- | --------------------------------------------------------------------------------- | --------------------------------------------------------------------------------- |
| 11-10-2013                                                                        | Cardiff                                                                           | Galles                                                                            | 1 – 0                                                                             | Macedonia                                                                         | Qual. Mondiali 2014                                                               | -                                                                                 |                                                                                   |
| 15-10-2013                                                                        | Jagodina                                                                          | Serbia                                                                            | 5 – 1                                                                             | Macedonia                                                                         | Qual. Mondiali 2014                                                               | -                                                                                 |                                                                                   |
| 8-9-2014                                                                          | Valencia                                                                          | Spagna                                                                            | 5 – 1                                                                             | Macedonia                                                                         | Qual. Euro 2016                                                                   | -                                                                                 | 46’                                                                               |
| 9-10-2014                                                                         | Skopje                                                                            | Macedonia                                                                         | 3 – 2                                                                             | Lussemburgo                                                                       | Qual. Euro 2016                                                                   | -                                                                                 | 46’                                                                               |
| 12-10-2014                                                                        | Leopoli                                                                           | Ucraina                                                                           | 1 – 0                                                                             | Macedonia                                                                         | Qual. Euro 2016                                                                   | -                                                                                 |                                                                                   |
| 15-11-2014                                                                        | Skopje                                                                            | Macedonia                                                                         | 0 – 2                                                                             | Slovacchia                                                                        | Qual. Euro 2016                                                                   | -                                                                                 |                                                                                   |
| 5-9-2016                                                                          | Scutari                                                                           | Albania                                                                           | 2 – 1                                                                             | Macedonia                                                                         | Qual. Mondiali 2018                                                               | 1                                                                                 |                                                                                   |
| 6-10-2016                                                                         | Skopje                                                                            | Macedonia                                                                         | 1 – 2                                                                             | Israele                                                                           | Qual. Mondiali 2018                                                               | -                                                                                 |                                                                                   |
| 9-10-2016                                                                         | Skopje                                                                            | Macedonia                                                                         | 2 – 3                                                                             | Italia                                                                            | Qual. Mondiali 2018                                                               | -                                                                                 | 40’                                                                               |
| 12-11-2016                                                                        | Granada                                                                           | Spagna                                                                            | 4 – 0                                                                             | Macedonia                                                                         | Qual. Mondiali 2018                                                               | -                                                                                 | 90’                                                                               |
| 28-3-2017                                                                         | Skopje                                                                            | Macedonia                                                                         | 3 – 0                                                                             | Bielorussia                                                                       | Amichevole                                                                        | -                                                                                 | 82’                                                                               |
| 5-6-2017                                                                          | Skopje                                                                            | Macedonia                                                                         | 0 – 0                                                                             | Turchia                                                                           | Amichevole                                                                        | -                                                                                 |                                                                                   |
| 11-6-2017                                                                         | Skopje                                                                            | Macedonia                                                                         | 1 – 2                                                                             | Spagna                                                                            | Qual. Mondiali 2018                                                               | -                                                                                 |                                                                                   |
| 2-9-2017                                                                          | Haifa                                                                             | Israele                                                                           | 0 – 1                                                                             | Macedonia                                                                         | Qual. Mondiali 2018                                                               | -                                                                                 |                                                                                   |
| 5-9-2017                                                                          | Strumica                                                                          | Macedonia                                                                         | 1 – 1                                                                             | Albania                                                                           | Qual. Mondiali 2018                                                               | -                                                                                 |                                                                                   |
| 6-10-2017                                                                         | Torino                                                                            | Italia                                                                            | 1 – 1                                                                             | Macedonia                                                                         | Qual. Mondiali 2018                                                               | -                                                                                 |                                                                                   |
| 9-10-2017                                                                         | Strumica                                                                          | Macedonia                                                                         | 4 – 0                                                                             | Liechtenstein                                                                     | Qual. Mondiali 2018                                                               | -                                                                                 |                                                                                   |
| 11-11-2017                                                                        | Skopje                                                                            | Macedonia                                                                         | 2 – 0                                                                             | Norvegia                                                                          | Amichevole                                                                        | -                                                                                 | 67’ 88’                                                                           |
| 23-3-2018                                                                         | Belek                                                                             | Finlandia                                                                         | 0 – 0                                                                             | Macedonia                                                                         | Amichevole                                                                        | -                                                                                 | 87’                                                                               |
| 27-3-2018                                                                         | Aksu                                                                              | Azerbaigian                                                                       | 1 – 1                                                                             | Macedonia                                                                         | Amichevole                                                                        | -                                                                                 | 60’                                                                               |
| 6-9-2018                                                                          | Gibilterra                                                                        | Gibilterra                                                                        | 0 – 2                                                                             | Macedonia                                                                         | UEFA Nations League 2018-2019 - 1º turno                                          | 1                                                                                 | 77’                                                                               |
| 9-9-2018                                                                          | Skopje                                                                            | Macedonia                                                                         | 2 – 0                                                                             | Armenia                                                                           | UEFA Nations League 2018-2019 - 1º turno                                          | 1                                                                                 |                                                                                   |
| 13-10-2018                                                                        | Skopje                                                                            | Macedonia                                                                         | 4 – 1                                                                             | Liechtenstein                                                                     | UEFA Nations League 2018-2019 - 1º turno                                          | 1                                                                                 |                                                                                   |
| 16-10-2018                                                                        | Erevan                                                                            | Armenia                                                                           | 4 – 0                                                                             | Macedonia                                                                         | UEFA Nations League 2018-2019 - 1º turno                                          | -                                                                                 |                                                                                   |
| 19-11-2018                                                                        | Skopje                                                                            | Macedonia                                                                         | 4 – 0                                                                             | Gibilterra                                                                        | UEFA Nations League 2018-2019 - 1º turno                                          | -                                                                                 |                                                                                   |
| 21-3-2019                                                                         | Skopje                                                                            | Macedonia del Nord                                                                | 3 – 1                                                                             | Lettonia                                                                          | Qual. Euro 2020                                                                   | 1                                                                                 |                                                                                   |
| 24-3-2019                                                                         | Lubiana                                                                           | Slovenia                                                                          | 1 – 1                                                                             | Macedonia del Nord                                                                | Qual. Euro 2020                                                                   | -                                                                                 | 90+3’                                                                             |
| 7-6-2019                                                                          | Skopje                                                                            | Macedonia del Nord                                                                | 0 – 1                                                                             | Polonia                                                                           | Qual. Euro 2020                                                                   | -                                                                                 |                                                                                   |
| 10-6-2019                                                                         | Skopje                                                                            | Macedonia del Nord                                                                | 1 – 4                                                                             | Austria                                                                           | Qual. Euro 2020                                                                   | -                                                                                 |                                                                                   |
| 5-9-2019                                                                          | Be'er Sheva                                                                       | Israele                                                                           | 1 – 1                                                                             | Macedonia del Nord                                                                | Qual. Euro 2020                                                                   | -                                                                                 |                                                                                   |
| 9-9-2019                                                                          | Rīga                                                                              | Lettonia                                                                          | 0 – 2                                                                             | Macedonia del Nord                                                                | Qual. Euro 2020                                                                   | -                                                                                 |                                                                                   |
| 10-10-2019                                                                        | Skopje                                                                            | Macedonia del Nord                                                                | 2 – 1                                                                             | Slovenia                                                                          | Qual. Euro 2020                                                                   | -                                                                                 |                                                                                   |
| 13-10-2019                                                                        | Varsavia                                                                          | Polonia                                                                           | 2 – 0                                                                             | Macedonia del Nord                                                                | Qual. Euro 2020                                                                   | -                                                                                 | 67’                                                                               |
| 5-9-2020                                                                          | Skopje                                                                            | Macedonia del Nord                                                                | 2 – 1                                                                             | Armenia                                                                           | UEFA Nations League 2020-2021 - 1º turno                                          | 1                                                                                 | 72’                                                                               |
| 8-9-2020                                                                          | Tbilisi                                                                           | Georgia                                                                           | 1 – 1                                                                             | Macedonia del Nord                                                                | UEFA Nations League 2020-2021 - 1º turno                                          | -                                                                                 |                                                                                   |
| 8-10-2020                                                                         | Skopje                                                                            | Macedonia del Nord                                                                | 2 – 1                                                                             | Kosovo                                                                            | Qual. Euro 2020                                                                   | -                                                                                 | 56’                                                                               |
| 11-10-2020                                                                        | Tallinn                                                                           | Estonia                                                                           | 3 – 3                                                                             | Macedonia del Nord                                                                | UEFA Nations League 2020-2021 - 1º turno                                          | -                                                                                 |                                                                                   |
| 14-10-2020                                                                        | Skopje                                                                            | Macedonia del Nord                                                                | 1 – 1                                                                             | Georgia                                                                           | UEFA Nations League 2020-2021 - 1º turno                                          | 1                                                                                 | 86’                                                                               |
| 12-11-2020                                                                        | Tbilisi                                                                           | Georgia                                                                           | 0 – 1                                                                             | Macedonia del Nord                                                                | Qual. Euro 2020                                                                   | -                                                                                 |                                                                                   |
| 25-3-2021                                                                         | Bucarest                                                                          | Romania                                                                           | 3 – 2                                                                             | Macedonia del Nord                                                                | Qual. Mondiali 2022                                                               | -                                                                                 | 72’                                                                               |
| 28-3-2021                                                                         | Skopje                                                                            | Macedonia del Nord                                                                | 5 – 0                                                                             | Liechtenstein                                                                     | Qual. Mondiali 2022                                                               | -                                                                                 | 66’                                                                               |
| 31-3-2021                                                                         | Duisburg                                                                          | Germania                                                                          | 1 – 2                                                                             | Macedonia del Nord                                                                | Qual. Mondiali 2022                                                               | -                                                                                 | 90’                                                                               |
| 1-6-2021                                                                          | Skopje                                                                            | Macedonia del Nord                                                                | 1 – 1                                                                             | Slovenia                                                                          | Amichevole                                                                        | -                                                                                 | 37’                                                                               |
| 4-6-2021                                                                          | Skopje                                                                            | Macedonia del Nord                                                                | 4 – 0                                                                             | Kazakistan                                                                        | Amichevole                                                                        | 1                                                                                 |                                                                                   |
| 13-6-2021                                                                         | Bucarest                                                                          | Austria                                                                           | 3 – 1                                                                             | Macedonia del Nord                                                                | Euro 2020 - 1º turno                                                              | -                                                                                 | 52’                                                                               |
| 17-6-2021                                                                         | Bucarest                                                                          | Ucraina                                                                           | 2 – 1                                                                             | Macedonia del Nord                                                                | Euro 2020 - 1º turno                                                              | 1                                                                                 |                                                                                   |
| 21-6-2021                                                                         | Amsterdam                                                                         | Macedonia del Nord                                                                | 0 – 3                                                                             | Paesi Bassi                                                                       | Euro 2020 - 1º turno                                                              | -                                                                                 | 65’                                                                               |
| 2-9-2021                                                                          | Skopje                                                                            | Macedonia del Nord                                                                | 0 – 0                                                                             | Armenia                                                                           | Qual. Mondiali 2022                                                               | -                                                                                 |                                                                                   |
| 5-9-2021                                                                          | Reykjavík                                                                         | Islanda                                                                           | 2 – 2                                                                             | Macedonia del Nord                                                                | Qual. Mondiali 2022                                                               | 1                                                                                 |                                                                                   |
| 8-9-2021                                                                          | Skopje                                                                            | Macedonia del Nord                                                                | 0 – 0                                                                             | Romania                                                                           | Qual. Mondiali 2022                                                               | -                                                                                 |                                                                                   |
| 8-10-2021                                                                         | Vaduz                                                                             | Liechtenstein                                                                     | 0 – 4                                                                             | Macedonia del Nord                                                                | Qual. Mondiali 2022                                                               | 1                                                                                 | 70’                                                                               |
| 11-10-2021                                                                        | Skopje                                                                            | Macedonia del Nord                                                                | 0 – 4                                                                             | Germania                                                                          | Qual. Mondiali 2022                                                               | -                                                                                 |                                                                                   |
| 11-11-2021                                                                        | Erevan                                                                            | Armenia                                                                           | 0 – 5                                                                             | Macedonia del Nord                                                                | Qual. Mondiali 2022                                                               | -                                                                                 |                                                                                   |
| 14-11-2021                                                                        | Skopje                                                                            | Macedonia del Nord                                                                | 3 – 1                                                                             | Islanda                                                                           | Qual. Mondiali 2022                                                               | 1                                                                                 |                                                                                   |
| 24-3-2022                                                                         | Palermo                                                                           | Italia                                                                            | 0 – 1                                                                             | Macedonia del Nord                                                                | Qual. Mondiali 2022                                                               | -                                                                                 |                                                                                   |
| 29-3-2022                                                                         | Porto                                                                             | Portogallo                                                                        | 2 – 0                                                                             | Macedonia del Nord                                                                | Qual. Mondiali 2022                                                               | -                                                                                 | 74’                                                                               |
| 2-6-2022                                                                          | Sofia                                                                             | Bulgaria                                                                          | 1 – 1                                                                             | Macedonia del Nord                                                                | UEFA Nations League 2022-2023 - 1º turno                                          | -                                                                                 |                                                                                   |
| 5-6-2022                                                                          | Gibilterra                                                                        | Gibilterra                                                                        | 0 – 2                                                                             | Macedonia del Nord                                                                | UEFA Nations League 2022-2023 - 1º turno                                          | -                                                                                 | 65’                                                                               |
| 9-6-2022                                                                          | Skopje                                                                            | Macedonia del Nord                                                                | 0 – 3                                                                             | Georgia                                                                           | UEFA Nations League 2022-2023 - 1º turno                                          | -                                                                                 |                                                                                   |
| 12-6-2022                                                                         | Skopje                                                                            | Macedonia del Nord                                                                | 4 – 0                                                                             | Gibilterra                                                                        | UEFA Nations League 2022-2023 - 1º turno                                          | -                                                                                 | 46’                                                                               |
| 23-9-2022                                                                         | Tbilisi                                                                           | Georgia                                                                           | 2 – 0                                                                             | Macedonia del Nord                                                                | UEFA Nations League 2022-2023 - 1º turno                                          | -                                                                                 |                                                                                   |
| 26-9-2022                                                                         | Skopje                                                                            | Macedonia del Nord                                                                | 0 – 1                                                                             | Bulgaria                                                                          | UEFA Nations League 2022-2023 - 1º turno                                          | -                                                                                 | 90+4’                                                                             |
| 17-11-2022                                                                        | Skopje                                                                            | Macedonia del Nord                                                                | 1 – 1                                                                             | Finlandia                                                                         | Amichevole                                                                        | -                                                                                 |                                                                                   |
| 23-3-2023                                                                         | Skopje                                                                            | Macedonia del Nord                                                                | 2 – 1                                                                             | Malta                                                                             | Qual. Euro 2024                                                                   | -                                                                                 | 47’ 79’                                                                           |
| 27-3-2023                                                                         | Skopje                                                                            | Macedonia del Nord                                                                | 1 – 0                                                                             | Fær Øer                                                                           | Amichevole                                                                        | -                                                                                 |                                                                                   |
| 16-6-2023                                                                         | Skopje                                                                            | Macedonia del Nord                                                                | 2 – 3                                                                             | Ucraina                                                                           | Qual. Euro 2024                                                                   | -                                                                                 |                                                                                   |
| 19-6-2023                                                                         | Manchester                                                                        | Inghilterra                                                                       | 7 – 0                                                                             | Macedonia del Nord                                                                | Qual. Euro 2024                                                                   | -                                                                                 |                                                                                   |
| 9-9-2023                                                                          | Skopje                                                                            | Macedonia del Nord                                                                | 1 – 1                                                                             | Italia                                                                            | Qual. Euro 2024                                                                   | -                                                                                 |                                                                                   |
| 12-9-2023                                                                         | Ta' Qali                                                                          | Malta                                                                             | 0 – 2                                                                             | Macedonia del Nord                                                                | Qual. Euro 2024                                                                   | -                                                                                 |                                                                                   |
| 14-10-2023                                                                        | Praga                                                                             | Ucraina                                                                           | 2 – 0                                                                             | Macedonia del Nord                                                                | Qual. Euro 2024                                                                   | -                                                                                 |                                                                                   |
| 17-11-2023                                                                        | Roma                                                                              | Italia                                                                            | 5 – 2                                                                             | Macedonia del Nord                                                                | Qual. Euro 2024                                                                   | -                                                                                 |                                                                                   |
| 20-11-2023                                                                        | Skopje                                                                            | Macedonia del Nord                                                                | 1 – 1                                                                             | Inghilterra                                                                       | Qual. Euro 2024                                                                   | -                                                                                 |                                                                                   |
| 22-3-2024                                                                         | Boztepe                                                                           | Macedonia del Nord                                                                | 1 – 1                                                                             | Moldavia                                                                          | Amichevole                                                                        | -                                                                                 | 46’                                                                               |
| 25-3-2024                                                                         | Boztepe                                                                           | Montenegro                                                                        | 1 – 0                                                                             | Macedonia del Nord                                                                | Amichevole                                                                        | -                                                                                 |                                                                                   |
| 3-6-2024                                                                          | Fiume                                                                             | Croazia                                                                           | 3 – 0                                                                             | Macedonia del Nord                                                                | Amichevole                                                                        | -                                                                                 |                                                                                   |
| 10-6-2024                                                                         | Hradec Králové                                                                    | Rep. Ceca                                                                         | 2 – 1                                                                             | Macedonia del Nord                                                                | Amichevole                                                                        | -                                                                                 | 90’                                                                               |
| 7-9-2024                                                                          | Tórshavn                                                                          | Fær Øer                                                                           | 1 – 1                                                                             | Macedonia del Nord                                                                | UEFA Nations League 2024-2025 - 1º turno                                          | -                                                                                 | 46’                                                                               |
| 10-10-2024                                                                        | Riga                                                                              | Lettonia                                                                          | 0 – 3                                                                             | Macedonia del Nord                                                                | UEFA Nations League 2024-2025 - 1º turno                                          | -                                                                                 | 65’                                                                               |
| 13-10-2024                                                                        | Erevan                                                                            | Armenia                                                                           | 0 – 2                                                                             | Macedonia del Nord                                                                | UEFA Nations League 2024-2025 - 1º turno                                          | -                                                                                 |                                                                                   |
| 14-11-2024                                                                        | Skopje                                                                            | Macedonia del Nord                                                                | 1 – 0                                                                             | Lettonia                                                                          | UEFA Nations League 2024-2025 - 1º turno                                          | -                                                                                 | 78’                                                                               |
| 17-11-2024                                                                        | Skopje                                                                            | Macedonia del Nord                                                                | 1 – 0                                                                             | Fær Øer                                                                           | UEFA Nations League 2024-2025 - 1º turno                                          | -                                                                                 | 66’                                                                               |
| 22-3-2025                                                                         | Vaduz                                                                             | Liechtenstein                                                                     | 0 – 3                                                                             | Macedonia del Nord                                                                | Qual. Mondiali 2026                                                               | -                                                                                 | 62’                                                                               |
| 25-3-2025                                                                         | Skopje                                                                            | Macedonia del Nord                                                                | 1 – 1                                                                             | Galles                                                                            | Qual. Mondiali 2026                                                               | -                                                                                 |                                                                                   |
| 6-6-2025                                                                          | Skopje                                                                            | Macedonia del Nord                                                                | 1 – 1                                                                             | Belgio                                                                            | Qual. Mondiali 2026                                                               | 1                                                                                 |                                                                                   |
| 9-6-2025                                                                          | Astana                                                                            | Kazakistan                                                                        | 0 – 1                                                                             | Macedonia del Nord                                                                | Qual. Mondiali 2026                                                               | -                                                                                 |                                                                                   |
| Totale                                                                            |                                                                                   | Presenze (4º posto)                                                               | 85                                                                                |                                                                                   | Reti (6º posto)                                                                   | 13                                                                                |                                                                                   |

## Palmarès

### Club

#### Competizioni nazionali
- Campionato inglese di seconda divisione: 1

Leeds United: 2019-2020
- Coppa di Turchia: 1

Fenerbahçe: 2022-2023

#### Competizioni internazionali
- AFC Champions League Elite: 1

Al-Ahli: 2024-2025